# Servi Sulpici Camerí Cornut (cònsol 500 aC)
Servi Sulpici Camerí Cornut (en llatí Servius Sulpicius P. F. Camerinus Cornutus) va ser un magistrat romà. Formava part de la família Camerí, una branca d'origen patrici de la gens Sulpícia.
Va ser elegit cònsol l'any 500 aC junt amb Marc Tul·li Llong. Titus Livi diu que no va passar res destacat en aquest any, però Dionís d'Halicarnàs diu que es va produir una conspiració per restaurar als Tarquins que Camerí va descobrir i va avortar. El seu col·lega va morir en el càrrec i Camerí va acabar el mandat tot sol. Dionís també li atribueix un discurs sobre la renovació de l'aliança amb els llatins l'any 496 aC.